# Elizabeth Addo
Elizabeth Addo (nacida el 1 de septiembre de 1993) es una futbolista ghanesa que se desempeña como delantera para el Djurgården de la Damallsvenskan sueca. Además, es la capitana de la selección nacional de Ghana.

## Trayectoria
Addo comenzó su carrera en Ghana, fichando por el Tesano Ladies F.C. en 2003. En 2007 pasó a formar parte del Athleta Ladies F.C. y permaneció allí hasta 2012, año en el que se unió al equipo nigeriano Rivers Angels F.C. Su desempeño ayudó al equipo a coronarse campeón de la Liga Femenina de Fútbol de Nigeria en las temporadas 2012-13 y 2013-14. En 2014, Addo firmó por el ŽFK Spartak Subotica de Serbia.
En 2015, Addo fichó por el Ferencvárosi TC de Budapest, que se coronó vencedor del Női NB I 2015-16 y de la Copa Femenina de Hungría en 2016. Fue considerada una de las jugadoras más importantes del equipo; anotó 17 goles y jugó 27 partidos de liga, y fue una de las tres finalistas del premio Futbolista del Año del Női NB I 2015-16.
En agosto de 2016, Addo firmó por el equipo sueco Kvarnsvedens IK. En 2018 fue fichada por el estadounidense Seattle Reign, que sin embargo la cedió al australiano Western Sydney Wanderers, con el que jugó la temporada 2018-19.
En abril de 2019, Addo firmó un contrato de un año con el equipo chino Jiangsu Suning, con el que jugó 14 partidos, marcó 5 goles y dio 10 asistencias. Fue una parte esencial del equipo en la consecución del segundo puesto en la primera edición del Campeonato Femenino de Clubes de la AFC.
Addo pasó a formar parte del chipriota Apollon Ladies F.C. en 2020. Tras un año en el equipo, volvió a Estados Unidos con un contrato de un año con el North Carolina Courage, con opción a alargarlo doce meses más. En abril de 2021 se anunció su fichaje por el Djurgården sueco hasta final de temporada, aunque con opción de alargar el contrato un año más.

## Trayectoria internacional

### Sub-14
Addo ha jugado partidos internacionales con Ghana desde 2007. A los 14 años capitaneó a su selección en la Copa Mundial Femenina de Fútbol Sub-14 celebrada en Suiza.

### Sub-17
Volvió a ser la capitana de su selección en la Copa Mundial Femenina de Fútbol Sub-17 de 2008, celebrada en Nueva Zelanda, y fue subcapitana en la edición de 2010.

### Sub-20
Addo formó parte del combinado nacional que compitió en la Copa Mundial Femenina de Fútbol Sub-20 de 2010 celebrada en Alemania y en la edición de 2012 celebrada en Japón.

### Selección absoluta
Su debut con la selección absoluta de su país tuvo lugar en la clasificación para el Campeonato Femenino de la CAF 2014. En 2016, Addo se desempeñó como capitana de su selección y lo llevó hasta el tercer puesto del Campeonato Femenino de la CAF 2016, competición de la que se proclamó tercera mayor goleadora así como primera de su equipo. Volvió a formar parte del equipo en el Campeonato Femenino de la CAF 2018, celebrado en su país natal, y en marzo de 2020 participó con Ghana en la Copa Turca de Fútbol Femenino de 2020, un torneo por invitación en el que su selección quedó tercera.